# Canton du Blanc-Mesnil
Le canton du Blanc-Mesnil est une circonscription électorale française située dans le département de la Seine-Saint-Denis et la région Île-de-France.

## Histoire

### Département deSeine-et-Oise
Le canton est créé par l'article 10 du décret du 28 janvier 1964, qui scinde l'ancien canton d'Aulnay-sous-Bois en : 
- le nouveau canton d'Aulnay-sous-Bois, composé de la commune d'Aulnay-sous-Bois ;
- le canton du Blanc-Mesnil, composé de la commune du Blanc-Mesnil ;
- le canton de Sevran, composé des communes de Sevran, Tremblay-lès-Gonesse et Villepinte[2].

### Département de laSeine-Saint-Denis
Le canton du Blanc-Mesnil a été recréée par le décret du 20 juillet 1967, lors de la constitution du département de la Seine-Saint-Denis. Il était toujours composé de la seule commune du Blanc-Mesnil.
Un nouveau découpage territorial de la Seine-Saint-Denis entré en vigueur à l'occasion des premières élections départementales suivant le décret du 21 février 2014. Les conseillers départementaux sont, à compter de ces élections, élus au scrutin majoritaire binominal mixte. Les électeurs de chaque canton élisent au Conseil départemental, nouvelle appellation du Conseil général, deux membres de sexe différent, qui se présentent en binôme de candidats. Les conseillers départementaux sont élus pour 6 ans au scrutin binominal majoritaire à deux tours, l'accès au second tour nécessitant 12,5 % des inscrits au 1er tour. En outre, la totalité des conseillers départementaux est renouvelée. Ce nouveau mode de scrutin nécessite un redécoupage des cantons dont le nombre est divisé par deux avec arrondi à l'unité impaire supérieure si ce nombre n'est pas entier impair, assorti de conditions de seuils minimaux. En Seine-Saint-Denis, le nombre de cantons passe ainsi de 40 à 21.
Dans ce cadre, le canton est désormais formé de la commune du Blanc-Mesnil et de la fraction est de celle de Drancy.

## Représentation

### Représentation avant 2015
| Période | Période          | Identité                     | Étiquette | Qualité |
| ------- | ---------------- | ---------------------------- | --------- | --- |
| 1964    | 1994             | Robert Frégossy (1925-1995), | PCF       | Ouvrier Maire du Blanc-Mesnil (1965 → 1989)                                                                                              |
| 1994    | 1997 (démission) | Daniel Feurtet               | PCF       | Tôlier-chaudronnier Maire du Blanc-Mesnil (1989 → 2008) Député de la Seine-Saint-Denis (1997 → 2002) Démissionnaire pour cumul de mandat |
| 1997    | 2015             | Hervé Bramy                  | PCF       | Président du Conseil général (2004 → 2008) Adjoint au maire du Blanc-Mesnil (1995 → 2014)                                                |

### Représentation depuis 2015
| Période élective | Période élective | Mandat | Mandat   | Identité                                                                              | Nuance | Nuance | Qualité |
| ---------------- | ---------------- | ------ | -------- | ------------------------------------------------------------------------------------- | ------ | ------ | --- |
| 2015             | 2021             | 2015   | 2021     | Christine Cerrigone                                                                   |        | LR     | Responsable des achats Conseillère municipale (2008 → 2014) puis adjointe au maire du Blanc-Mesnil (2014 → ) Compagne de Thierry Meignen |
| 2015             | 2021             | 2015   | 2016     | Thierry Meignen (Démissionnaire à la suite de son élection comme conseiller régional) |        | LR     | Chef d'entreprise Conseiller municipal (1995 → 2001 et 2008 → 2014) puis maire du Blanc-Mesnil (2014 → )                                 |
| 2015             | 2021             | 2016   | 2021     | Vijay Monany (Remplaçant)                                                             |        | LR     | Directeur du cabinet du maire du Blanc-Mesnil (2014 → ) Maître de conférences à Science Po Paris                                         |
| 2021             | 2028             | 2021   | en cours | Vijay Monany                                                                          |        | REC    | Conseiller sortant |
| 2021             | 2028             | 2021   | en cours | Angela Segura                                                                         |        | LR     | Ancienne contrôleuse de gestion Conseillère municipale du Blanc-Mesnil (2014 → )                                                         |

### Résultats détaillés

#### Élections de mars 2015
À l'issue du 1er tour des élections départementales de 2015, deux binômes sont en ballottage : Christine Cerrigone et Thierry Meignen (UMP, 43,33 %) et Hervé Bramy et Elvire Guivarc'h (FG, 20,16 %). Le taux de participation est de 36,96 % (10 769 votants sur 29 133 inscrits),, contre 36,83 % au niveau départemental et 50,17 % au niveau national. 
Au second tour, Christine Cerrigone et Thierry Meignen (UMP) sont élus avec 61,52 % des suffrages exprimés et un taux de participation est de 36,34 %(6 171 voix pour 10 586 votants et 29 133 inscrits).
Vijay Monamy, élu en tant que membre de LR, siège comme non-inscrit.

#### Élections de juin 2021
Le premier tour des élections départementales de 2021 est marqué par un très faible taux de participation (33,26 % au niveau national). Dans le canton du Blanc-Mesnil, ce taux de participation est de 23,63 % (7 105 votants sur 30 063 inscrits) contre 24,35 % au niveau départemental. À l'issue de ce premier tour, deux binômes sont en ballottage : Vijay Monany et Angela Segura (LR, 54,4 %) et Fabien Gay et Sandrine Hedel (Union à gauche avec des écologistes, 22,63 %).
Le second tour des élections est marqué une nouvelle fois par une abstention massive équivalente au premier tour. Les taux de participation sont de 34,36 % au niveau national, 26,47 % dans le département et 26,82 % dans le canton du Blanc-Mesnil. Vijay Monany et Angela Segura (LR) sont élus avec 58,21 % des suffrages exprimés (4 456 voix pour 8 066 votants et 30 076 inscrits),,. 

## Composition

### Composition avant 2015
Le canton comprenait une commune,.
| Nom                         | Code Insee | Codepostal | Superficie (km2) | Population (dernière pop. légale) | Densité (hab./km2) |
| --------------------------- | ---------- | ---------- | ---------------- | --------------------------------- | ------------------ |
| Le Blanc-Mesnil (chef-lieu) | 93007      | 93150      | 8,05             | 52 213 (2012)                     | 6 486              |

### Composition à partir de 2015
| Nom                                     | Code Insee | Intercommunalité         | Superficie (km2) | Population (dernière pop. légale)               | Densité (hab./km2) | Modifier                                    |
| --------------------------------------- | ---------- | ------------------------ | ---------------- | ----------------------------------------------- | ------------------ | ------------------------------------------- |
| Le Blanc-Mesnil (bureau centralisateur) | 93007      | Métropole du Grand Paris | 8,05             | 59 912 (2022)                                   | 7 442              | modifier les données · modifier les données |
| Drancy                                  | 93029      | Métropole du Grand Paris | 7,76             | Fraction : 7 593 (2022) Commune : 71 312 (2022) | 9 190              | modifier les données · modifier les données |
| Canton du Blanc-Mesnil                  | 9304       |                          |                  | 67 505 (2022)                                   |                    | modifier les données                        |

Le canton est constitué par :
1. la commune du Blanc-Mesnil,
2. la partie de la commune de Drancy située à l'est d'une ligne définie par l'axe des voies et limites suivantes : depuis la limite territoriale de la commune du Blanc-Mesnil, rue des Midinettes, rue Jacqueline-Quatremaire, avenue Jean-Jaurès, jusqu'à la limite territoriale de la commune de Bobigny.

## Démographie

### Démographie avant 2015
| 1968   | 1975   | 1982   | 1990   | 1999   | 2006   | 2011   | 2012   |
| ------ | ------ | ------ | ------ | ------ | ------ | ------ | ------ |
| 48 487 | 49 107 | 47 037 | 46 956 | 46 936 | 51 109 | 51 916 | 52 213 |

### Démographie depuis 2015
En 2022, le canton comptait 67 505 habitants, en évolution de +6,39 % par rapport à 2016 (Seine-Saint-Denis : +4,67 %, France hors Mayotte : +2,11 %).
| 2013   | 2018   | 2022   |
| ------ | ------ | ------ |
| 59 772 | 65 037 | 67 505 |